# Ficus elmeri
Ficus elmeri är en mullbärsväxtart som beskrevs av Elmer Drew Merrill. Ficus elmeri ingår i släktet fikonsläktet, och familjen mullbärsväxter. Inga underarter finns listade i Catalogue of Life.